# きっと忘れない (ショートムービー)
『きっと忘れない』は、2013年製作の日本映画。「黒振り袖を着る日　柴山健次作品集　vol.2」に収録されている3作品のうちの1本。原作は上田慎一郎が作・演出した舞台「正当防衛」。

## キャスト
- 立花のぞみ：門前亜里
- 吉岡直哉：福田英史
- 吉岡みよ子：白木あゆみ
- 湯本このみ：美紀乃
- 湯本秀二：小野孝弘
- 鐘築治：藤本浩二

## スタッフ
- 監督：柴山健次
- 脚本：上田慎一郎、柴山健次
- プロデューサー：北原岳史、福田英史
- 撮影・照明：篠田力
- 録音：栃木光信
- 助監督：高橋秀一
- ヘアメイク：村田エリ
- スタイリスト：岩田洋一
- 音楽：加藤久貴
- 製作：ドラマチックフィルム
- 上映時間：24分